# Armata Democratică a Greciei
Armata Democratică a Greciei (ADG; în greacă Δημοκρατικός Στρατός Ελλάδας - ΔΣΕ, transliterat: Dimokratikós Stratós Elládas - DSE) a fost armata fondată de Partidul Comunist Grec în timpul Războiului Civil Grec (1946–1949). La maxima sa capacitate, a avut o putere de aproximativ 50.000 de bărbați și femei.
Armata Democratică a Greciei a fost susținută de Garda Civilă Populară (Λαϊκή Πολιτοφυλακή - ΛΠ), forța de poliție de securitate a Partidului Comunist.

## Istorie
După eliberarea Greciei de sub ocupația Axei, Dekemvriana⁠(d) și Acordul de la Varkiza (în care Armata de Eliberare a Poporului Grec, ELAS, principala armată de partizani din Grecia, a fost de acord cu dezarmarea), a început persecuția cetățenilor de stânga, comuniștilor și oficialităților Frontului de Eliberare Națională. Au existat 166 de grupuri anticomuniste diferite în Frontul de Eliberare Națională, cum ar fi cele ale lui Sourlas și Kalabalikis în Tesalia și Papadopoulos în Macedonia. Arhivele Solidarității Naționale D.S. indică faptul că până la 31 martie 1946, la nivel național, 1.289 de suspecți comuniști au fost uciși, 6.671 au fost răniți, 84.931 au fost arestați, 165 au fost violați, iar proprietățile a 18.767 dintre aceștia au fost jefuite. Peste 30.000 de suspecți comuniști au fost jefuiți prin violență. Responsabilii pentru crime, potrivit Armatei Democratice a Greciei, au fost grupuri colaboraționiste, gărzi naționale, poliția rurală și membri ai Forțelor Armate Britanice.

Unul dintre steagurile folosite de Armata Democrată Greacă în timpul Războiului Civil Grec, din 1946–1949.

După cel de-al doilea congres al Partidului Comunist Grec din februarie 1946, aproximativ 250 de miliții de stânga de autoapărare, cunoscute sub numele de grupuri de luptători persecutați armați democratici (ODEKA), au fost formate în Grecia, însumând aproximativ 3.000 de oameni. Majoritatea milițienilor erau foști luptători ELAS. Până în aprilie, membrii ODEKA au ajuns la 4.400 de luptători și până în august au ajuns la 5.400 de luptători. Între aprilie și iunie 1946, luptătorii ODEKA au luat parte la 72 de ciocniri, vizând în principal jandarmeria greacă și trupe paramilitare de dreapta. Primul atac coordonat al ODEKA a avut loc în noaptea de 30/31 martie 1946, când o bandă de 33 de gherile a lovit stația Jandarmeriei de la Litochoro⁠(d), ucigând 13 jandarmi. Bătălia de la Litochoro a marcat începutul celei de-a treia etape a războiului civil grec.

Organizarea și bazele militare ale „Armatei Democratice”, precum și căile de intrare în Grecia (legendă în greacă)

Partidul Comunist Grec a condus lupta armată, prin Comandamentul General al Partizanilor, care a fost creat la 28 octombrie 1946 și condus de Markos Vafeiadis. Ordinul numărul 19 al Comandamentului General, emis la 27 decembrie 1946, a redenumit grupurile de gherilă în Armata Democratică a Greciei. Ordinul relevant include următorul comentariu cu privire la Armata Democratică: „Este armata revoluționară populară națională a noii Grecii Democratice și luptă cu pistolul în mână pentru independența noastră națională și pentru Democrația Populară”.
În 1947, Partidul Comunist Grec și Armata Democratică au format „Guvernul Democrat Provizoriu” („Guvernul de Munte”) sub conducerea lui Markos Vafiadis. După aceea, Partidul Comunist Grec a devenit ilegal.
Pe lângă chestiuni referitoare la efortul de război, Guvernul provizoriu a trebuit să se ocupe de probleme referitoare la „Legea Poporului” în teritoriile controlate de Armata Democratică. Acestea au avut de-a face cu sistemul judiciar, financiar și politic. Întrucât guvernul provizoriu se baza pe forțe politice care urmăreau să înființeze un stat socialist, deciziile sale au fost conduse de această agendă politică. Autodeterminarea minorităților naționale care trăiesc în Grecia a fost o prioritate. Guvernul provizoriu și Partidul Comunist Grec intenționau să înființeze o Republică Populară Greacă în care toate naționalitățile să lucreze împreună într-un stat socialist. Un articol scris de Nikos Zachariadis⁠(d) exprima strategia Partidului Comunist Grec după victoria preconizată a Armatei Democratice a Greciei cu privire la ceea ce atunci era cunoscut sub numele de „Problema macedoneană”: „Poporul macedonean va dobândi un stat independent, unit, cu o poziție egală în cadrul familiei republicilor populare libere din Balcani, în cadrul familiei de republici populare din care va aparține poporul grec. Poporul macedonean luptă astăzi pentru acest stat unit independent cu o poziție egală și ajută Armata Democratică din tot sufletul..." Politica de autodeterminare a Macedoniei în cadrul unei republici populare a fost reiterata în cadrul celei de-a 5-a reuniuni a Comitetului Central al Partidului Comunist Grec, care a avut loc în ianuarie 1949, care a declarat că „poporul macedonean care participă la lupta de eliberare își va găsi deplina restabilire națională pe măsură ce dorește să-și verse sângele pentru această achiziție... Comuniștii macedoneni ar trebui să acorde o mare atenție elementelor străine șovine și de opoziție care doresc să rupă unitatea dintre poporul grec și macedonean. Acest lucru va servi doar monarho-fasciștilor și imperialismului britanic..."

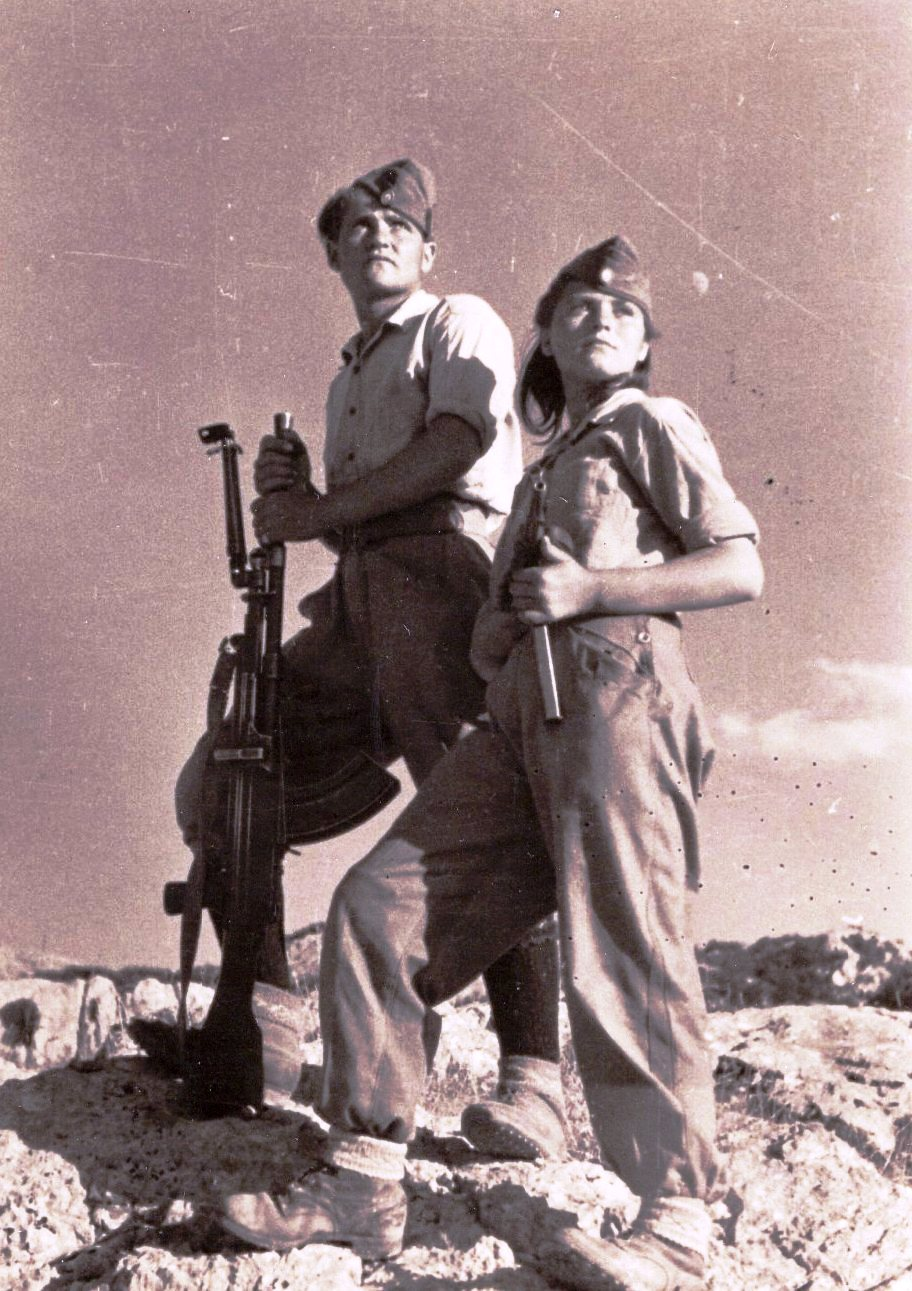
Luptători ai Armatei Democratice a Greciei

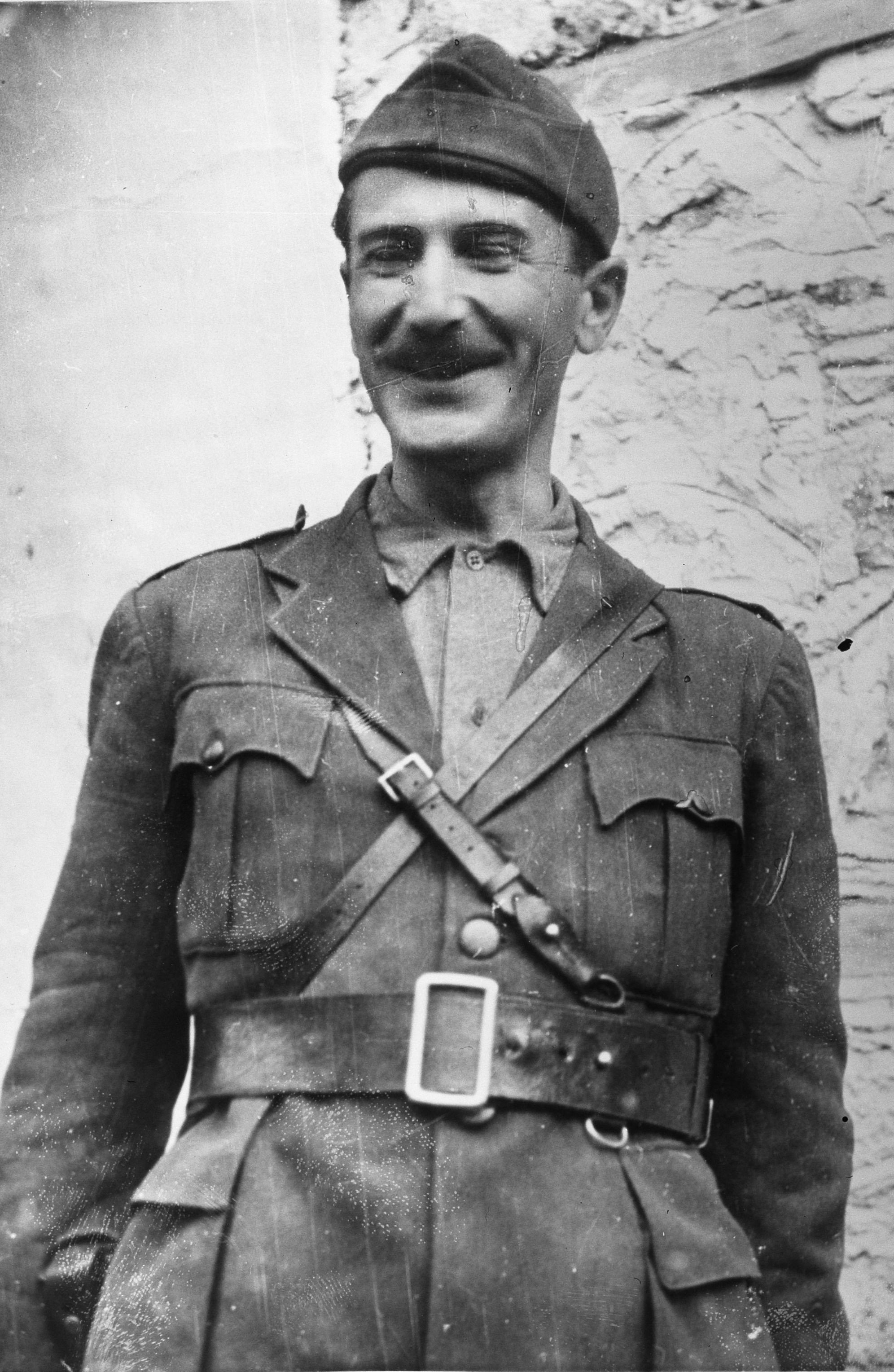
Markos Vafeiadis, comandantul șef al Armatei Democratice

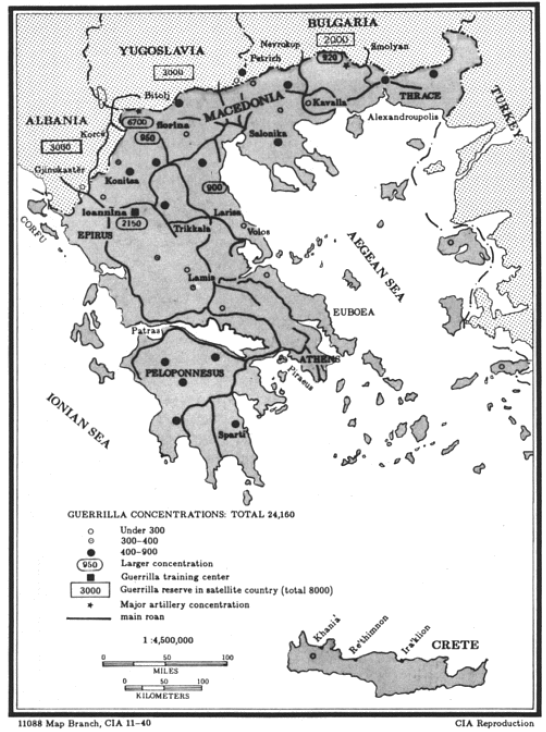
Desfășurarea Armatei Democratice în 1948

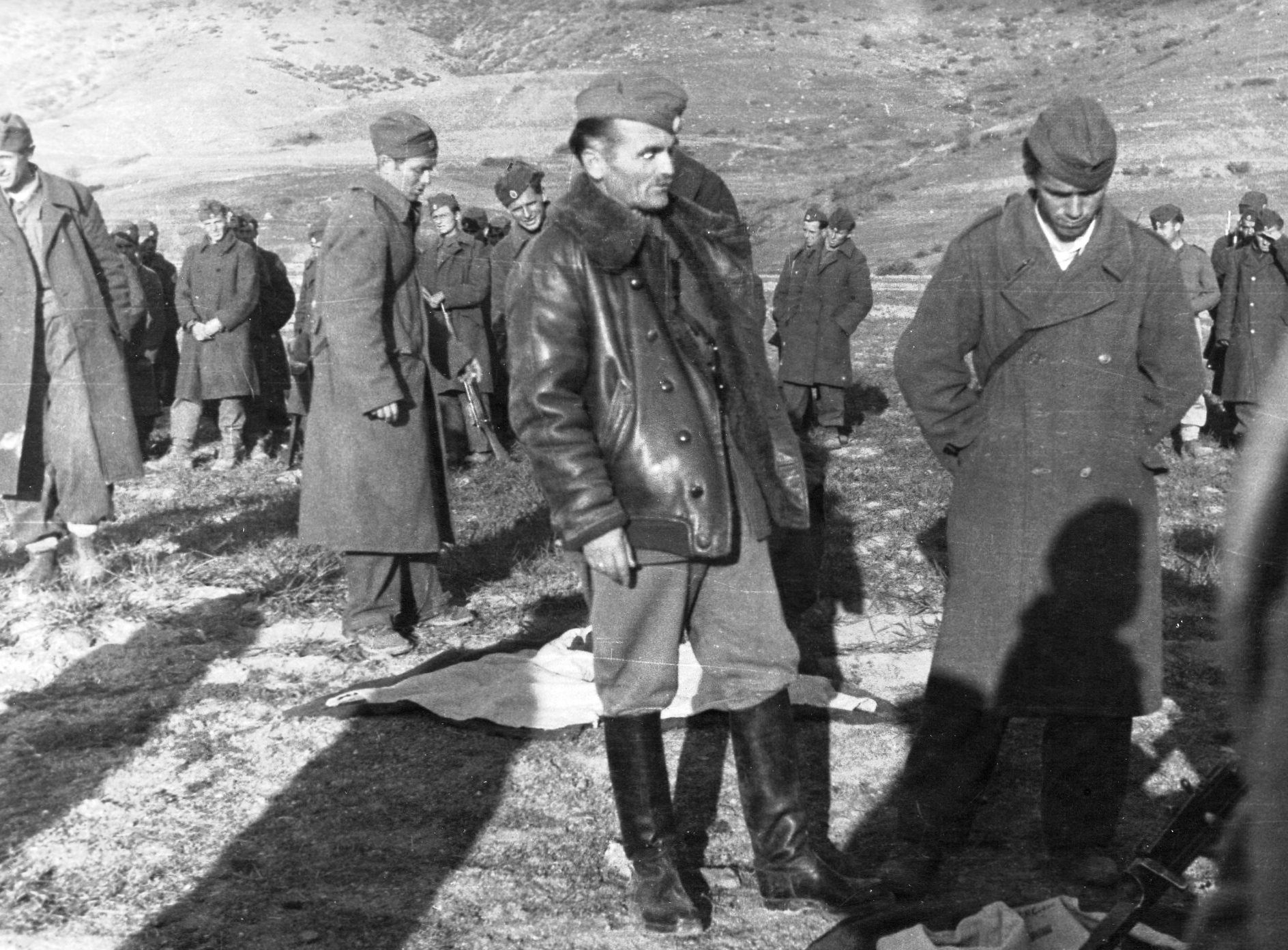
Luptători ai Armatei Democratice

Guvernul provizoriu nu a obținut niciodată recunoașterea internațională. În primii doi ani, din 1946 până la începutul anului 1948, a reușit să controleze mari zone rurale, dar nici un oraș important. În același timp, armata națională elenă, consiliată de britanici până în 1947 și ulterior de delegația militară americană condusă de generalul US James Van Fleet⁠(d), a stabilit poziția guvernului grec în restul țării, precum și la nivel internațional.
După lovitura fatală de la începutul anului 1948, când Brigada a III-a a Armatei Democratice, în număr de 20.000 de bărbați și femei, a fost complet distrusă, Armata Democratică a pierdut sprijinul în sudul Greciei, precum și controlul politic și economic al unei zone uriașe. Acesta a fost începutul sfârșitului Războiului Civil Grec. În același timp, eforturile comandamentului central al Armatei Democratice de a captura și deține un oraș important din nord precum Conița sau Florina au dus la înfrângerea catastrofală a armatei de partizani, care nu și-a revenit niciodată. Pe de altă parte, Armata Democratică a reușit să obțină unele victorii militare în 1948 și începutul anului 1949, în bătăliile de la Karpenisi, Naousa și Karditsa. În același timp, Armata Democratică a avut o problemă uriașă în ceea ce privește rezervele. Majoritatea bărbaților și femeilor capabili și dornici să se alăture rândurilor sale au fost întemnițați sau nu au putut ajunge în zonele controlate de Armata Democratică.
Una dintre cele mai mari bătălii ale Războiului Civil Grec de trei ani a avut loc în munții Gramos în 1948. Operațiunea a avut loc după ce armata elenă a asigurat Peloponezul, unde a reușit să învingă Divizia a III-a a Armatei Democratice, cu un total de 20.000 de luptători. În bătălia de la Gramos, forțele Armatei Elene, cu numele de cod Operațiunea Koronis, au desfășurat 70.000 de soldați, în timp ce Armata Democratică a avut doar 12.000 de luptători. Bătălia a durat între 16 iunie și 21 august 1948. În acea zi, forțele Armatei Democratice, după o luptă grea, s-au retras pe teritoriul albanez și apoi s-au regrupat spre Vitsi⁠(d). Manevra de la Gramos la Vitsi este considerată una dintre cele mai importante acțiuni tactice ale Armatei Democratice în timpul războiului, din punct de vedere militar.
Spre sfârșitul lunii august 1949, Armata Elenă, sub conducerea lui Alexandros Papagos, a desfășurat 180.000 de militari ceea ce a dus la înfrângerea Armatei Democratice de aproximativ 7.000 de luptători pe frontul Grammos-Vitsi (Operațiunea Pyrsos). După această înfrângere, luptătorii Armatei Democratice au trecut granița în Albania și s-au împrăștiat în tabere prin toate republicile socialiste nou înființate, corpul principal al luptătorilor săi a campat în Tașkent, capitala Uzbekistanului din URSS.
După Războiul Civil, Grecia a fost o țară în ruine. Mulți dintre tinerii greci au fost fie uciși pe câmpul de luptă, fie închiși, fie au ajuns refugiați politici. Situația politică a fost destul de instabilă în cea mai mare parte a următoarelor două decenii – factorul decisiv care a condus la junta militară elenă din 1967-1974 a unui grup de coloneli. Fantoma Războiului Civil a bântuit Grecia mulți ani după aceea. În 1981, când partidul Mișcarea Socialistă Panelenică (PASOK) a ajuns la putere în Grecia după o lungă perioadă de dominație de dreapta, refugiații politici ai Armatei Democratice au primit în sfârșit permisiunea de la ministrul de interne, Georgios Gennimatas⁠(d), de a se întoarce în patria lor (mai puțin macedonenii slavi). Markos Vafiadis s-a întors și el în Grecia și a susținut guvernul PASOK și a fost ales membru al Parlamentului din partea PASOK.
În 1989, Parlamentul Greciei a votat în unanimitate o lege care a declarat că războiul de trei ani a fost oficial „Războiul Civil Grec” și i-a acceptat pe foștii „bandiți comuniști” drept „luptători ai Armatei Democratice”, oferindu-le unora dintre ei privilegii de pensie.

## Premii și decorații
La 4 aprilie 1948, Legea nr. 13 a Guvernului Democrat Provizoriu a stabilit premii și decorații pentru a marca curajul extraordinar, precum și serviciul distins în timpul războiului de către soldați ai Armatei Democratice și unități individuale. Legea menționată mai sus a stabilit următoarele premii și decorații:
- Medalia Valorii Militare de gradul A și B
- Medalia Electra
- Medalia Serviciului Distins al Lunetistului
- Medalia Serviciului Distins al Sabotorului
- Medalia Serviciului Distins într-un oraș ocupat
- Medalie pentru Serviciu Distins al Artileriei
- Medalia Serviciului Distins al Marinei
- Medalia Serviciului Distins contra Armatei Monarhist-Fasciste
- Medalia pentru distrugerea aeronavelor
- Medalia pentru distrugerea tancurilor
- Medalie distinsă pentru serviciul cercetași
- Insigna de rană
- Distincție pentru serviciul anterior în ELAS
- Distincție de vechime[11]

Un decret provizoriu al Guvernului Democrat din 24 martie 1949, a acordat la 33 de participanți în Bătălia de la Litochoro Medalia Valorii Militare care purta inscripția „LITOCHORO”. Un total de 970 de membri ai Armatei Democratice au primit medalii în timpul războiului civil, inclusiv 557 bărbați și 413 femei. 

## Jurământul luptătorului
Următorul text a fost jurământul pe care membrii Armatei Democratice trebuie să-l depună și să-l respecte. În timpul înscrierii, membrul jura astfel:
„Eu, copil al poporului grec și luptător al Armatei Democratice, jur să mă lupt cu pistolul în mână, să-mi vărs sângele și să-mi dau chiar și viața pentru a alunga de pe pământul patriei mele și pe ultimul ocupant străin. Pentru a alunga orice urmă de fascism. Pentru a asigura și a apăra independența națională și integritatea teritorială a patriei mele. Pentru a asigura și a apăra democrația, onoarea, munca, averea și progresul poporului meu.
Jur să fiu un soldat bun, curajos și disciplinat, să îndeplinesc toate ordinele superiorilor mei, să respect toate regulamentele și să nu trădez niciun secret al Armatei Democratice.
Jur să fiu un bun exemplu pentru popor, să încurajez unitatea și reconcilierea populară și să evit orice acțiune care mă reduce și dezonorează, ca persoană și ca luptător.
Idealul meu este o Grecie democratică liberă și puternică și progresul și prosperitatea oamenilor. Și în slujba idealului meu îmi ofer arma și viața.
Dacă mă voi dovedi vreodată un mincinos și cu rea intenție îmi voi încălca jurământul, mâna răzbunătoare a națiunii și ura și disprețul poporului să cadă asupra mea implacabil.”
[original text]

## Notă explicativă
- ^ «Εγώ, παιδί του Λαού της Ελλάδας και μαχητής του ΔΣΕ, ορκίζομαι: Να πολεμήσω με το όπλο στο χέρι, να χύσω το αίμα μου και να δώσω την ίδια μου τη ζωή, για να διώξω από τα χώματα της πατρίδας μου και τον τελευταίο ξένο καταχτητή. Για να εξαφανίσω κάθε ίχνος φασισμού. Για να εξασφαλίσω και να υπερασπίσω την εθνική ανεξαρτησία και την εδαφική ακεραιότητα της πατρίδας μου. Για να εξασφαλίσω και να υπερασπίσω τη Δημοκρατία, την τιμή, την εργασία, την περιουσία και πρόοδο του λαού μου. Ορκίζομαι να είμαι καλός, γενναίος και πειθαρχικός στρατιώτης, να εκτελώ όλες τις διαταγές των ανωτέρων μου, να τηρώ όλες τις διατάξεις του κανονισμού και να κρατώ τα μυστικά του ΔΣΕ. Ορκίζομαι να είμαι υπόδειγμα καλής συμπεριφοράς προς το λαό, φορέας και εμψυχωτής στη λαϊκή ενότητα και συμφιλίωση και να αποφεύγω κάθε πράξη, που θα με εκθέτει και θα με ατιμάζει σαν άτομο και σα μαχητή. Ιδανικό μου έχω τη λεύθερη και ισχυρή Δημοκρατική Ελλάδα, την πρόοδο και ευημερία του λαού. Και στην υπηρεσία του ιδανικού μου θέτω το όπλο μου και τη ζωή μου. Αν ποτέ φανώ επίορκος και από κακή πρόθεση παραβώ τον όρκο μου, ας πέσει πάνω μου αμείλικτο το τιμωρό χέρι της Πατρίδας και το μίσος και η καταφρόνια του λαού μου».